# Касафранка
Касафранка (ісп. Casafranca) — муніципалітет в Іспанії, у складі автономної спільноти Кастилія-і-Леон, у провінції Саламанка. Населення — 72 особи (2010).
Муніципалітет розташований на відстані близько 170 км на захід від Мадрида, 42 км на південь від Саламанки.
На території муніципалітету розташовані такі населені пункти: (дані про населення за 2010 рік)
- Альдеануева-де-Кампомохадо: 2 особи
- Касафранка: 70 осіб

## Демографія
Динаміка населення (INE ):

## Зовнішні посилання
- Провінційна рада Саламанки: індекс муніципалітетів [Архівовано 23 квітня 2009 у Wayback Machine.]
- Муніципальна рада
- Посилання на Google Maps